# Топлик
Топлик је насељено мјесто у општини Источно Ново Сарајево, град Источно Сарајево, Република Српска, БиХ. Према попису становништва из 1991. у насељу је живјело 511 становника. На простору овог насељеног мјеста формирана је мјесна заједница Топлик-Тилава.

## Географија
Удаљен је 2 километра од Лукавице.

## Становништво
| Демографија | Демографија | Демографија |
| Година      | Становника  | Становника  |
| ----------- | ----------- | ----------- |
| 1991.       | 511         |             |